# Božidar Rašica
Božidar Rašica (Ljubljana, 28. prosinca 1912. – Zagreb, 13. rujna 1992.), hrvatski arhitekt, urbanist, scenograf i slikar.

## Životopis
Studirao je arhitekturu u Rimu, Beogradu, Varšavi i Zagrebu, gdje je na Arhitektonskom fakultetu 1942. i diplomirao. Na tom je fakultetu poslije bio i profesor, a predavao je i na Akademiji za primijenjenu umjetnost te Akademiji za kazališnu umjetnost. Projektirao je mnoge objekte stambene, poslovne, sajamske i školske namjene. Tijekom 1950-ih i 1960-ih godina uz projektiranje radi i scenografije za skoro sva najveća kazališta u Hrvatskoj ali i mnoge svjetske pozornice, primjerice Trstu, Londonu, Berlinu, New Yorku, Parizu i Tokiju. Izveo je i adaptacije Hrvatskoga narodnoga kazališta u Zagrebu (1966. – 1968.) i Splitu (1970. – 1980.) te na tvrđavi Revelin u Dubrovniku (1983.).
U slikarstvu je bio apstrahist i figurativac. Bio je jedan od utemeljitelja poznate grupe EXAT 51.

## Nagrade i priznanja
- 1978. – nagrada »Vladimir Nazor« za životno djelo[1]

## Vanjske poveznice
- Rašica, Božidar (Boško) Hrvatska tehnička enciklopedija, portal hrvatske tehničke baštine. LZMK

- Jutarnji.hr / Globus – Korana Sutlić: »Božidar Rašica. Arhitekt koji je gradio Zagreb u Zadar«
- Muzej moderne i suvremene umjetnosti u Rijeci – Zbirka "Božidar Rašica"  Arhivirana inačica izvorne stranice od 27. rujna 2015. (Wayback Machine)
- www.avantgarde-museum.com – Božidar Rašica